# Super Junior-K.R.Y.
Super Junior-K.R.Y thường được gọi là K.R.Y hay SJ-K.R.Y, là một nhóm nhỏ của nhóm nhạc Hàn Quốc Super Junior được thành lập vào tháng 11 năm 2006, là nhóm nhỏ đầu tiên của Super Junior. Nhóm nhỏ này gồm 3 thành viên, Yesung (trưởng nhóm), Ryeowook và Kyuhyun, là 3 giọng ca chính của Super Junior. SJ-K.R.Y tập trung chủ yếu vào những ca khúc ballad, ca khúc trữ tình.

## Sự thành lập
Sau khi Super Junior ra mắt vào năm 2005, nhóm đã nhận được một vài nhận xét không tốt về giọng hát của nhóm khi dư luận cho rằng vì nhóm quá đông (13 thành viên), mỗi thành viên chỉ có thể hát một hai câu, thậm chí có người không có câu hát nào, nên không thể đánh giá được về chất giọng của nhóm. Bên cạnh đó, việc hát đông người như vậy sẽ rất lộn xộn và không thể gọi là âm nhạc chính thống được. Đặc biệt sau sự cố Heechul hát lạc giọng trong một buổi trình diễn ca khúc "U" thì công ty đã quyết định phải cho khán giả thấy được tài năng ca hát thực sự của Super Junior. Do đó, 3 thành viên hát hay nhất là Yesung, Ryeowook, Kyuhyun đã được lựa chọn để tạo nên nhóm nhỏ này. Tên nhóm, Super Junior-K.R.Y, trong đó K.R.Y là viết tắt chữ cái đầu tên của ba người: Kyuhyun - Ryeowook - Yesung.

## Ra mắt
Bộ ba đã có màn trình diễn ra mắt chính thức vào ngày 5 tháng 11 năm 2006 trên chương trình Music Bank của đài KBS, trình diễn ca khúc "The One I Love", bài hát chủ đề của bộ phim truyền hình Hàn Quốc Hyena. Ngoài bài hát chủ đề, nhóm cũng hát hai bài khác nữa trong phim. Bộ ba này cũng đã trình bày hai ca khúc nhạc phim khác, trong đó có một bài là nhạc phim cho cả hai phim là Snow Flower và Billy Jean Look at Me.
Vào ngày 8/6/2020, Super Junior-K.R.Y chính thức phát hành mini album đầu tiên "When we were us" gồm 6 bài hát. Đây là mini album nằm trong chuỗi hoạt động kỉ niệm 15 năm hoạt động của nhóm.

## Các ca khúc của Super Junior-K.R.Y
Nhóm không phát hành album chính thức mà chỉ phát hành dưới dạng nhạc số và góp mặt trong album của Super Junior và các album của nghệ sĩ khác hoặc album nhạc phim. Trong đó, các bài hát được thực hiện dưới dạng video âm nhạc (MV) của nhóm nhỏ này là:
| Tên ca khúc                                        | Ngày ra mắt         | Ghi chú                                             |
| -------------------------------------------------- | ------------------- | --------------------------------------------------- |
| The One I love (한 사람만을) MV: sment hoặc SMTOWN | 5 tháng 11 năm 2006 | Nhạc phim "Hyena"                                   |
| FLY hoặc FLY                                       | 26 tháng 4 năm 2011 | Ca khúc chủ đề cho cuộc thi "Super Star K" của Mnet |
| Reminiscence (회상)                                | 17 tháng 1 năm 2012 | Ca khúc hợp tác với nhạc sĩ Yoon Ilsang             |

## Concert
Mini concert đầu tiên của nhóm nhỏ này có tên "Super Junior K.R.Y Live Concert'" với khách mời đặc biệt là hai thành viên của Super Junior, Sungmin và Donghae, đã bắt đầu tại Tokyo, Nhật Bản vào ngày 1 tháng 8 năm 2010 trước 10,000 khán giả. Nhóm cũng đã tổ chức hai buổi diễn khác tại Kobe và hai buổi tại Fukuoka, thu hút tổng cộng hơn 22,000 người đến xem.
Ngoài Nhật Bản, chuyến lưu diễn của nhóm còn dừng chân tại các thành phố khác là Đài Loan, Seoul, Nam Kinh.
| Ngày                      | Địa điểm             |
| ------------------------- | -------------------- |
| 1 tháng 8 năm 2010        | Tokyo, Nhật Bản      |
| 22 - 23 tháng 9 năm 2010  | Nhật Bản             |
| 1 - 2 tháng 11, 2010      | Kobe, Nhật Bản       |
| 20 - 21 tháng 11, 2010    | Đài Loan             |
| 1 tháng 12, 2010          | Fukuoka, Nhật Bản    |
| 11-12-13 tháng 2 năm 2011 | Seoul, Hàn Quốc      |
| 4 tháng 10, 2011          | Nam Kinh, Trung Quốc |

Nhóm nhỏ này cũng tham gia trong chuyến lưu diễn quốc tế của SM Entertainment có tên SM Town Live WORLD TOUR '10. Trong đó, màn trình diễn ca khúc "Sorry, Sorry - answer" của họ đã được báo chí nước ngoài đánh giá rất cao, thậm chí còn được xem là tiết mục tuyệt vời nhất tại điểm dừng chân New York của tour diễn này.

## Super Junior
Kyuhyun, Ryeowook, Yesung là ba thành viên có giọng hát tốt nhất trong Super Junior, nên họ thường xuyên phải đảm nhiệm một phần lớn trong mỗi bài hát của nhóm. Họ sẽ phải đảm nhận từ 60-70% bài hát dưới trách nhiệm của ca sĩ chính, bao gồm tất cả các đoạn điệp khúc, các câu hát solo, và hát đệm giữ bè cho các thành viên khác. Trong các album của nhóm, họ cũng phải đảm nhận từ việc hát bè giữ giọng cho các thành viên, hát nền cho bài hát, cho đến các đoạn ngân tạo cảm xúc. Một nhóm nhạc thông thường chỉ cần 1-2 người hát chính, nhưng vì Super Junior có đông thành viên nên việc lựa chọn ra 3 người hát chính là để đảm bảo chất lượng các ca khúc của nhóm.
Trong các album của Super Junior, SJ-K.R.Y cũng thường có những ca khúc riêng, hoặc hát chung với vài thành viên hát hay khác của nhóm như Sungmin, Donghae. Đặc biệt, trong album thứ 4 Bonamana, hai thành viên của nhóm nhỏ này là Kyuhyun và Yesung đã có một bài song ca có tên "Your Eyes" trong khi thành viên Ryeowook lại có một bài hát đơn ca "One Fine Spring Day".
Nhóm nhỏ này cũng có các tiết mục riêng trong các concert của Super Junior, Super Show, Super Show 2. Trong Super Show 3 và Super Show 4, họ có các sân khấu diễn chung với Sungmin và Donghae, và cũng có các màn diễn solo cho từng thành viên.